# Vliegtuigbotsing bij Wezet
Op 25 juni 1986 vond er een vliegtuigbotsing plaats tussen een sportvliegtuig van het type Morane en een Mirage 5 van de Belgische luchtmacht in de omgeving van Wezet (Visé) in de Belgische provincie Luik. Hierbij lieten de drie inzittenden van het burgervliegtuig het leven. Dit ongeluk leidde tot een jarenlange juridische strijd tussen de nabestaanden en de Belgische overheid.

## Crash
Op 25 juni 1986 vertrok een toestel van de Hasseltse vliegclub Aero Kiewit Club van op het vliegveld Kiewit voor een pleziervlucht boven de Ardennen. Aan boord waren één piloot en twee passagiers.
Nabij de Waalse stad Wezet botste het sportvliegtuig met een Mirage 5 van de Belgische luchtmacht. Hierbij lieten de drie inzittenden van het sportvliegtuig het leven. De piloot van het gevechtsvliegtuig wist zich te redden door gebruik te maken van zijn schietstoel. Op het moment van de botsing bevond het gevechtsvliegtuig zich op een lage hoogte in het vrije luchtruim, volgens internationale afspraken gedefinieerd als luchtruim van categorie G. Luchtverkeer in het luchtruim van deze categorie wordt niet gecontroleerd door de luchtverkeersleiding, voornamelijk omdat de technische beperkingen van radar en radio-uitrusting dat niet mogelijk maken; in dergelijk luchtruim ligt de verantwoordelijkheid voor het vermijden van botsingen bij de piloten zelf.

## Slachtoffers
De drie dodelijke slachtoffers vielen in het burgervliegtuig:
- Jo Sarlée, piloot
- Gerard Degroote, commissaris bij de Brugse politie
- Gery Florizoone, Vlaamse priester-dichter

## Juridische procedure
De oorzaak van het ongeval bleef lange tijd onduidelijk. Na 18 jaar oordeelde de rechtbank in Brussel in 2004 dat de fout bij Defensie lag omdat de straaljager te laag vloog en het burgervliegtuig van rechts kwam. Hierbij legde de rechtbank een schadevergoeding op. Defensie ging echter in beroep tegen deze uitspraak. Het Hof van Beroep in Brussel gaf in november 2007 de nabestaanden opnieuw gelijk. In januari 2008 liet toenmalig minister van Defensie Pieter De Crem in het parlement weten dat hij zich neerlegde bij het vonnis in beroep. Hiermee kon na 22 jaar de zaak afgesloten worden.